# زندگی پر جنب‌وجوش لوک تنها
زندگی پر جنب‌وجوش لوک تنها (انگلیسی: Lonesome Luke's Lively Life) یک فیلم کمدی صامت کوتاه به کارگردانی هال روچ است که در سال ۱۹۱۷ منتشر شد.

## بازیگران
- هارولد لوید
- اسناب پالرد
- ببه دنیلز
- باد جیمیسون
- سمی بروکس
- چارلز استیونسون
- سیدنی دی گری
- گاس لئونارد
- جک پرین
- دوروثیا والبرت
- گلدا مدن